# Refraktometrija oka
Refraktometrija oka objektivna je, neinvazivna, dijagnostička metoda za proučavanje refrakcije (snage prelamanja) oka uz pomoć posebnog aparata - refraktometra. Njom se mogu otkriti razne refraktivne greške kao što su kratkovidost, dalekovidost ili astigmatizam što omogućava brzo i tačno pristupanje korekciji vida. Pre merenja ne treba nositi kontaktna sočiva: polutvrda najmanje 3 dana (odnosno onoliko dana koliko se godina nose RGP kontaktna soćiva), ili od noći koja prethodi danu merenja za ostala sočiva.
Zahvaljujući napretku informacionih tehnologija, danas su u oftalmologiji sve više u širokoj upotrebi automatski (kompjuterizovani) refraktometri, koji na savremen brz i tačan način omogućava proučavanje refrakcije oka, posebno u dečjoj oftalmologiji. Kako se kompjuterskim merenjem često dobije veća vrednost dioptrije od one koju je pacijent „sposoban“ nositi na naočarama važno je ovu metodu dopuniti proverom dioptrije „u živo“ pomoću probnih stakala, kako bi se odabrala ona jačina dioptrije uz koju pacijent najbolje vidi.

## Osnovne postavke
Dioptrija i sočiva
Dioptrija je optička jedinica za merenje jačine ili moći sočiva. Oznaka dioptrije je latinično slovo (D). Jačina sočiva jednaka je recipročnoj vrednosti žižne daljine. Sočivo čija je žižina daljina 1 metar ima snagu 1 dioptrije (1D), ili npr. sočivo od 3 dioptrije fokusira zrake koji dolaze od nekog udaljenog predmeta u jedno žarište udaljeno 1/3 m, odnosno 33 cm od sočiva. Iako nije međunarodno priznata kao SI mera, naziv dioptrija koristi se u celom svetu iz praktičnih razloga.
U oftalmologiji pod sočivima podrazumevamo: naočare, očna kontaktna sočiva, i prirodna sočiva koje se nalazi u očima. 
Dioptriја oka se može odrediti gledаnjem predmeta sа udаljenosti od 25 cm, а ondа izmeriti predmet nа nајvećoj udаljenost od sebe pri kojoj ga jasno odnosno oštro vidimo. Dioptrija oka se dobija kada se broj 100 podeli sa ovom rаzdаljinom.
Refrakcija
Refrakcija je optička jačina normalnog oka u mirovanju, kod koga se zraci svetlosti koji u oko dolaze iz daljine prvo moraju „prelomiti“ na takav način da dospu na tačno određeno prodručje mrežnjače (retine) oka. Sva odstupanja od fiziološke refrakcije, poput kratkovidnosti, dalekovidnosti i astigmatizma, označavaju se kao refrakcione anomalije oka. Na primer: kad kažemo da nko ima minus (-) dioptriju, mislimo na kratkovidnost ili miopiju, kod koje kratkovidno oko bolje fokusira sliku bliskog predmeta nego dalekog, jer usled povećanja oka, slika udaljenog predmeta više ne dopire do mrežnjače pa ona postaje zamućena.
Obrnut slučaj je kod dalekovidnosti ili hiperopije. Dalekovidno oko je „prekratko“ pa rožnjača i sočivo ne  prelamaju dovoljno svetlosne zrake, kako bi ih usmerile na mrežnjaču. Budući da se žarište dalekovidnog oka nalazi iza mrežnjače, slika će biti nejasna. Dalekovidne osobe bolje vide udaljene nego bliske predmete jer, što je predmet udaljeniji od oka, žarište je bliže mrežnjaći.
Astigmatizam, je treća anomalija oka koju ne možemo ispraviti ni običnim „plus“ niti „minus“ sočivom jer oko nije jednako zakrivljeno u svim meridijanima. Ukoliko bi normalno oko prikazali kao nogometnu loptu, oblik oka s astigmatizmom više bi odgovarao „ragbi“ lopti. Zato su za ispravljanje astigmatizma,umesto klasičnih sočiva potrebna posebna cilindrična sočiva.

## Fotoskijaskopija
Fotoskijaskopiji je metoda objektivnog utvrđivanja refrakcionih anomalija i odnosa u dioptrijskom (optičkom) delu oka. Fenomen fotoskijaskopije se sastoji od dva dela: i to od tamnog i svetlog, a pod uslovom da su optički mediji oka providni i da se gleda u zenicu ispitivanog oka sa ivice izvora svetlosti.
Po međusobnom položaju svetlog i tamnog dela fenomena, odnosa njihovih površina kao i udaljenosti izvora svetla od zenice ispitivača, prepoznaje se jedno refrakciono stanje i njegova visina.
Instrumenti uz čiju pomoć je moguće izvođenje fotoskijaskopije su različiti. Jedini uslov je da imaju izvor svetlosti i da oko ispitivača bude postavljeno uz ivicu izvora svetlosti. Najčešće koriščeni instrument je ručni oftalmoskop.

## Automatizovana refraktometrija
Autorefraktometrija je danas veoma važan metod merenja refrakcionih stanja i spada u grupu objektivnih metoda određivanja refrakcije, koje donose znatnu uštedu u vremenu kod pregleda sa minimumom iskustva. Brzina nije jedina prednost ovakvog načina merenja refrakcionih stanja nego i njena jednostavnost koja je dovela do poboljšanja celog procesa pri utvrđivanju refraktivnih grešaka. U tom smislu ovaj način merenja se najčešče koristi kao polazna osnova za konačnu preskripciju vidnog pomagala, na osnovu subjektivnih testova i binokularnog balansa.
Iako je poznato da se kod ove metode mogu praviti greške od 0.5 D, usled refleksije sudovnjače i beonjače, nesporna prednost im je ponovljivost, memorisanje rezultata kao i dobijanje rezultata od nekooperativnih pacijenata kod kojih subjektivne metode nisu moguće (deca i jako stare osobe). Proračun refrakcione greške se zasniva na analizi uticaja pacijentovog oka na infracrveno zračenje. Način na koji se ova analiza obavlja varira. Većina originalnih instrumenata koristi neki oblik analize kvaliteta slike oslanjajući se na pozicioniranje badalovog sistema sočiva da bi se postigao maksimalan signal u svetlosnom senzoru.
Kao uzrok mogućih grešaka pri upotrebi savremenih autorefraktometrara-keratometara navode se:
- Loše fiksacije (koja u velikoj meri zavisi od mete istrumenta).
- Akomodacione fluktuacije (prosečna akomodacija kod mladih osoba može biti uzrok prekomernog minusa).
- Poteškoće kod zamućenih optičkih medija (može smanjiti efektivnost).

Za upotreba aparata za merenje refrakcionih grešaka, zajedničko je da koriste infracrveni izvor svetla sa talasnom dužinom od oko 880 nm, i Badalov sistem sočiva koji treba da formira špalt sliku unutar oka, čija refleksija prelazi preko razdelnika zraka da bi dostigla svetlosni senzor. Za to vreme pacijent se ohrabruje da relaksira akomodaciju (glavni izvor greške autorefrakcionog merenja) upotrebom fiksacione udaljene mete koja može da ima različite oblike od veoma jednostavnih slika zvezde do oblika složenih varijacija kao što su: balon u vazduhu, jedrilica na moru ili kuća na kraju puta.
Većina savremenih autorefraktometara se oslanja na adaptivni princip Šnajerovog diska (koji se u originalnalu sastojao od dve rupe u kartici postavljenoj ispred oka). Miopno oko će videti dve slike preko rupica izmenene ili ukrštene dok ih hipermetrop vidi neukrštenim. To se može odraditi na različitim meridijanima Da bi se pružile informacije o prirodi astigmatizma, ovo se može odraditi na različitim meridijanima.

## Spoljašnje veze
- Autorefractor Keratometer (Auto Ref Keratometer) Na: www.ophthalmologyweb.com (језик: енглески)

|  | Molimo Vas, obratite pažnju na važno upozorenje u vezi sa temama iz oblasti medicine (zdravlja). |